# Kapasan (Simokerto)
Kapasan is een bestuurslaag in het regentschap Soerabaja van de provincie Oost-Java, Indonesië. Kapasan telt 12.831 inwoners (volkstelling 2010).